# 앞밖에 보지 않아 (음반)
《앞밖에 보지 않아》(중국어: 一心向前, 병음: Yīxīn xiàngqián 이신샹첸[*], 한자음: 일심향전, 일본어: イシンシャンチェン 이신샨첸[*])는 SNH48의 첫 번째 정규 음반이다. 2014년 5월 10일에 호화판, 같은 해 5월 16일에 통상판이 발매됐다. SNH48로는 각 팀이 행하는 극장 공연에서의 노래를 수록한 음반을 판매하고 있지 않기 때문에 첫 정규 음반이 된다.

## 구성
통상판, 호화판, 보통 응원판과 전원 응원판의 총 네 형태로 발매, 각각 자켓이나 봉입 특전이 다르지만, CD 수록곡은 네 형태 공통이다. CD에는 10곡이 수록되어 있다. 처음으로 수록되는 곡은 세 곡이다.
〈플라잉겟〉과 〈격류의 싸움〉, 〈포니테일과 슈슈〉은 일본어 가사를 중국어 가사로 번역한 가사가 아닌 전혀 다른 가사로 새로 작사를 했다.
특전으로 통상판에는 생사진 1장, 악수회 참가권 1장과 SNH48 첫 번째 선발 총선거 투표용 시리얼 넘버 카드 1장, 호화판에는 생사진 3장, 악수회 참가권 2장, 사진집 1권과 SNH48 첫 번째 선발 총선거 투표용 시리얼 넘버 카드 3장, 보통 응원판에는 SNH48 첫 번짜 선발 총선거 투표용 시리얼 넘버 카드 8장, 전원 응원판에는 SNH48 첫 번째 선발 총선거 투표용 시리얼 넘버 카드 48장이 들어 있다.

## 수록곡
| #            | 제목                             | 작사                                                      | 작곡              | 편곡         | 음악가 | 재생 시간 |
| ------------ | -------------------------------- | --------------------------------------------------------- | ----------------- | ------------ | ------ | --------- |
| 1.           | 〈앞밖에 보지 않아〉 (一心向前)  | 상해성사파(중국어 개사), 아키모토 야스시                  | 코조 아스유키     | 팀NII        | 4:23   |           |
| 2.           | 〈아득한 저편〉 (遥远的彼岸)     | 상해성사파(중국어 개사), 아키모토 야스시                  | 쿠지메 신고       | 팀SII        | 6:05   |           |
| 3.           | 〈벚꽃 책갈피〉 (樱花书签)       | 상해성사파(중국어 개사), 아키모토 야스시                  | 우에스기 히로시   | 팀SII        | 4:02   |           |
| 4.           | 〈생명의 바람〉 (生命之风)       | 상해성사파(중국어 개사), 아키모토 야스시                  | 카와하라 미네아키 | 팀SII        | 3:44   |           |
| 5.           | 〈시어터의 여신〉 (剧场女神)     | 상해성사파(중국어 개사), 아키모토 야스시                  | 사사쿠라 유고     | 팀SII        | 4:10   |           |
| 6.           | 〈헤비로테이션〉 (无尽旋转)      | 구루이(중국어 개사), 거우칭(중국어 개사)                  | 야마자키 요       | 팀NII        | 4:46   |           |
| 7.           | 〈개척자〉 (开拓者)              | 장창(중국어 개사), 아키모토 야스시                        | 이노우에 요시마사 | 팀SII        | 4:02   |           |
| 8.           | 〈플라잉겟〉 (飞翔入手)          | 구루이(중국어 개사), 아키모토 야스시                      | 스미다 신야       | 팀NII        | 4:18   |           |
| 9.           | 〈격루의 싸움〉 (激流之战)       | 구루이(중국어 개사), 거우칭(중국어 개사), 아키모토 야스시 | 이노우에 요시마사 | 팀NII        | 4:48   |           |
| 10.          | 〈포니테일과 슈슈〉 (马尾与发圈) | 구루이(중국어 개사), 아키모토 야스시                      | 타다 신야         | 팀NII        |        |           |
| 총 재생 시간 | 총 재생 시간                     | 총 재생 시간                                              | 총 재생 시간      | 총 재생 시간 | 44:47  |           |

## 선발 멤버

### 앞밖에 보지 않아
(센터: 완리나)
- 팀NII: 천자야오, 천자잉, 둥옌윈, 펑신둬, 궁스치, 황팅팅, 허샤오위, 쥐징이, 뤄란, 린쓰이, 루팅, 리이퉁, 멍웨, 탕안치, 완리나, 쉬옌위, 이자아이, 자오웨, 쩡옌펀

### 아득한 저편
(센터: 천관후이)
- 팀SII: 천관후이, 천쓰, 다이멍, 미야자와 사에, 장윈, 쿵샤오인, 스즈키 마리야, 리위치, 모한, 첸베이팅, 추신이, 쑨루이, 선즈린, 원징제, 우저한, 쉬천천, 쉬자치, 쉬쯔쉬안, 위안위전, 자오자민, 장위거

### 벚꽃 책갈피
(센터: 천관후이, 모한)
- 팀SII: 천관후이, 천쓰, 다이멍, 미야자와 사에, 장윈, 쿵샤오인, 스즈키 마리야, 리위치, 모한, 첸베이팅, 추신이, 쑨루이, 선즈린, 원징제, 우저한, 쉬천천, 쉬자치, 쉬쯔쉬안, 위안위전, 자오자민, 장위거

### 생명의 바람
(센터: 모한, 장위거)
- 팀SII: 천관후이, 천쓰, 다이멍, 장윈, 쿵샤오인, 리위치, 모한, 첸베이팅, 추신이, 쑨루이, 원징제, 우저한, 쉬천천, 쉬자치, 자오자민, 장위거

### 시어터의 여신
- 팀SII: 천관후이, 천쓰, 다이멍, 미야자와 사에, 장윈, 쿵샤오인, 스즈키 마리야, 리위치, 모한, 첸베이팅, 추신이, 쑨루이, 선즈린, 원징제, 우저한, 쉬천천, 쉬자치, 쉬쯔쉬안, 위안위전, 자오자민, 장위거

### 헤비로테이션
(센터: 완리나)
- 팀NII: 천자야오, 천자잉, 둥옌윈, 펑신둬, 궁스치, 황팅팅, 허샤오위, 쥐징이, 뤄란, 린쓰이, 루팅, 리이퉁, 멍웨, 탕안치, 완리나, 쉬옌위, 이자아이, 자오웨, 쩡옌펀

### 개척자
(센터: 리위치)
- 팀SII: 천관후이, 천쓰, 다이멍, 장윈, 쿵샤오인, 리위치, 모한, 첸베이팅, 추신이, 쑨루이, 원징제, 우저한, 쉬천천, 쉬자치, 자오자민, 장위거

### 플라잉겟
(센터: 완리나)
- 팀NII: 천자야오, 천자잉, 둥옌윈, 펑신둬, 궁스치, 황팅팅, 허샤오위, 쥐징이, 뤄란, 린쓰이, 루팅, 리이퉁, 멍웨, 탕안치, 완리나, 쉬옌위, 이자아이, 자오웨, 쩡옌펀

### 격류의 싸움
(센터: 쥐징이, 완리나)
- 팀NII: 천자야오, 천자잉, 둥옌윈, 펑신둬, 궁스치, 황팅팅, 허샤오위, 쥐징이, 뤄란, 린쓰이, 루팅, 리이퉁, 멍웨, 탕안치, 완리나, 쉬옌위, 이자아이, 자오웨, 쩡옌펀

### 포니테일과 슈슈
(센터: 완리나, 자오웨)
- 팀NII: 천자야오, 천자잉, 둥옌윈, 펑신둬, 궁스치, 황팅팅, 허샤오위, 쥐징이, 뤄란, 린쓰이, 루팅, 리이퉁, 멍웨, 탕안치, 완리나, 쉬옌위, 이자아이, 자오웨, 쩡옌펀

### 내용주
1. ↑  즉, 번역 개사가 아닌 그냥 개사이다.
2. ↑  AKB48 〈앞밖에 보지 않아〉(前しか向かねえ)의 중국어 버전.
3. ↑  AKB48 〈So long !〉의 중국어 버전.
4. ↑  AKB48 〈벚꽃 책갈피〉(桜の栞)의 중국어 버전.
5. ↑  AKB48 〈바람은 불고 있어〉(風は吹いている)의 중국어 버전.
6. ↑  AKB48 팀B 5th Stage "시어터의 여신" 공연 〈시어터의 여신〉(シアターの女神)의 중국어 버전.
7. ↑  AKB48 〈헤비로테이션〉(ヘビーローテーション)의 중국어 버전.
8. ↑  AKB48 〈Beginner〉의 중국어 버전.
9. ↑  AKB48 〈플라잉겟〉(フライングゲット)의 중국어 버전.
10. ↑  AKB48 〈RIVER〉의 중국어 버전.
11. ↑  AKB48 〈포니테일과 슈슈〉(ポニーテールとシュシュ)의 중국어 버전.

### 참조주
1. ↑  실제 레이블은 톈진 베이양 음반 출판사
2. ↑  “SNH48总选举投票专辑版本解密 5月10日即将预售” (중국어). SNH48 공식 웹사이트. 2014년 5월 6일. 2014년 5월 13일에 원본 문서에서 보존된 문서. 2014년 5월 15일에 확인함.